# Bureau Wijsmuller

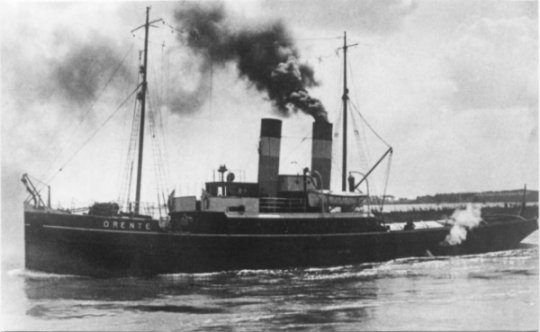
De Drente II van Wijsmuller

Bureau Wijsmuller was een Nederlandse rederij die actief was in de sleepvaart en de berging. De rederij werd gesticht in 1906, overgenomen in 1939 en heropgericht in 1948. In 2001 werd het bedrijf overgenomen door Mærsk en voortgezet onder de naam Svitzer Amsterdam. Svitzer werd in 2024 door Mærsk verzelfstandigd en kreeg eigen beursnotering.

## Geschiedenis
Bureau Wijsmuller, dat zich bezighield met het afleveren van verkochte schepen, werd in 1906 door Johannes Fransiscus Wijsmuller (1877-1923) opgericht. Deze activiteit wordt ook wel uitbrengen genoemd en houdt in dat een tijdelijke bemanning het schip bestuurt van bijvoorbeeld een werf of eerdere eigenaar naar de nieuwe thuishaven. In 1911 werd het bedrijf officieel ingeschreven bij de Kamer van Koophandel als N.V. Bureau Wijsmuller. Hetzelfde jaar zorgde Wijsmuller voor wereldnieuws door het net gebouwde Lichtschip Suriname-Rivier zeilend naar Suriname te brengen. Hij liet de lichttoren demonteren, zette er masten op en koos 27 februari 1911 het ruime sop. Op 6 april kwam het zeilschip behouden in Paramaribo aan. Daar werd het weer omgebouwd tot lichtschip. De opbrengst van dit transport gebruikte hij voor uitbouw van NV Bureau Wijmuller tot zeesleepvaart- en bergingsbedrijf.

### Sleepvaart
In 1913 kocht oprichter Wijsmuller zijn eerste sleepboot, de Holland, en twee jaar later werd ook begonnen met bergingsactiviteiten. Hij startte in 1918 met havensleepdiensten en nam drie van de grotere slepers van Zur Mühlen & Co. over, waaronder de Titan uit 1894. Hetzelfde jaar verplaatste men de vestigingsplaats van Den Haag naar IJmuiden. Wijsmuller had buitengaats last van sterke concurrentie, maar werkte achter de sluizen van IJmuiden nauw samen met Reederij Gebr. Goedkoop. In 1921 beschikte men reeds over 21 sleepboten en een klein aantal vrachtvaarders.
In 1923 overleed de oprichter op 46-jarige leeftijd, zonder dat er een opvolging was. Het ging het bedrijf niet voor de wind en in 1936 werd Bureau Wijsmuller overgenomen door rederij Goedkoop. In 1940 beschikte Wijsmuller over zes sleepboten, waarvan er na de oorlog nog maar eentje over was. Ook werden er nog twee, zwaar beschadigd, in Duitsland teruggevonden. In de jaren 1950 werd flink geïnvesteerd in nieuwe schepen.

### Opsplitsing en weer bij elkaar
In 1948 richtten de vijf zoons van John Wijsmuller een familiebedrijf op, de Rederij Gebroeders Wijsmuller N.V., dat opnieuw startte met het uitbrengen van schepen. Twee van hen traden in de jaren 50 toe tot de directie van Bureau Wijsmuller van Goedkoop, maar bleven ook actief in het familiebedrijf, dat in Baarn gevestigd was en kortweg met Redwijs werd aangeduid.
In 1961 slaagde de familie erin de aandelen Bureau Wijsmuller van Goedkoop terug te kopen. In 1975/79 waren de rollen geheel omgekeerd en nam Wijsmuller de N.V. Reederij v/h Gebr. Goedkoop over. De havensleepdiensten van beider bedrijven werden geïntegreerd en onder de naam Goedkoop voortgezet. In de jaren 80 kwam de klad in het bedrijf, door een crisis in de offshore industrie als geheel. In 1988 trad Michiel Wijsmuller, kleinzoon van de oprichter, als laatste telg toe tot de directie.
In november 1991 begon de samenwerking met Smit Internationale onder de naam Smit Wijs Towage. Met zes krachtige sleepboten, Smit-London, Smit-Rotterdam, Smit-Singapore, Smit-New York, Tempest en Typhoon met een motorvermogen van 16.000 tot 22.000 pk, werd Smit Wijs Towage een wereldleider voor het transport van zwaar materieel over zee. Het gaat daarbij om het verslepen van booreilanden, productieplatforms, kraanschepen, droogdokken en pontons vaak over grote afstanden.
Vanaf medio jaren 90 behaalde Wijsmuller recordwinsten. Na een mislukte investering in Brazilië werd de koers verlegd, Wijsmuller werd minder actief met bergingsprojecten en verschoof de aandacht nog meer naar de havensleepdiensten en andere maritieme diensten. Het bedrijf ging meer terminaldiensten verlenen, zoals het veilig aan- en afmeren van lng-tankers in Qatar en Trinidad, en dit op basis van langdurige contracten. In februari 2002 werd het Britse Cory Towage overgenomen. Na de overname was Wijsmuller actief in 17 landen, met 130 schepen en meer dan 1000 medewerkers.

### Mærsk
In 2001 werd de rederij, inmiddels uitgegroeid tot een multinational van aanzienlijke omvang, overgenomen door het Deense Mærsk. Op het moment van de overname was het Nederlandse bedrijf Wijsmuller veel groter dan Svitzer. Wijsmuller telde 150 sleepboten in 21 landen en 1000 medewerkers en Svitzer telde 72 schepen en 620 personeelsleden. Verkopende grootaandeelhouders waren Frits Kroymans, met 60% van de aandelen, Victor Muller (8%), Willem Cordia (12%) en diverse familieleden Wijsmuller (17%). Mærsk integreerde de activiteiten met die van de sleepbootfirma Svitzer en sinds 2005 voert het bedrijf de naam Svitzer Amsterdam.
Een deel van het bedrijf kon zich in 2004 door een managementbuy-out opnieuw verzelfstandigen en ging onder de naam Redwise verder met uitbrengen van schepen en diverse verwante personeelsdiensten.